# Stefan Gadularow
Stefan Stefanow Gadularow (bulgarisch Стефан Гъдуларов; * 13. April 1899 in Russe, Bulgarien; † 27. Juli 1969 in Sofia, Bulgarien) war ein bulgarischer Schauspieler und Theaterregisseur.

## Leben
Stefan Gadularow erhielt seine Schauspielausbildung als Jugendlicher von 1914 bis 1918 am Nationaltheater „Iwan Wasow“ in Sofia. Anschließend spielte er an mehreren Theatern, bevor er von 1922 bis 1932 in Frankreich lebte, wo er ebenfalls Theater spielte und das Theater „Gaminalo“ mitbegründete. Mit seiner Rückkehr nach Bulgarien spielte er erneut an unterschiedlichen Theatern und begann auch als Regisseur vereinzelt Aufführungen zu inszenieren. Von Mitte der 1950er Jahre bis zu seinem Tod 1969 war er auch vereinzelt in bulgarischen Film- und Fernsehproduktionen zu sehen.

## Filmografie (Auswahl)
- 1956: Kreuzer Nadeschda (Екипажът на Надежда)
- 1958: Der Eid der Heiducken (Хайдушка клетва)
- 1959: Die Kleine (Малката)
- 1963: Fahndung bei Nacht (Инспекторът и нощта)
- 1964: Der Pfirsichdieb (Крадецът на праскови)